# Phil Bauhaus
Phil Bauhaus (Bocholt, Renania del Norte-Westfalia, 8 de julio de 1994) es un ciclista profesional alemán que desde 2019 corre para el equipo Team Bahrain Victorious.

## Palmarés
2013
- 1 etapa del Tour de Bulgaria

2014
- Skive-Løbet
- 3.º en el Campeonato de Alemania en Ruta
- 2 etapas de la Vuelta a Portugal
- 1 etapa del Baltic Chain Tour
- Kernen Omloop Echt-Susteren

2016
- 1 etapa del Tour de Azerbaiyán
- 1 etapa del Oberösterreichrundfahrt
- 1 etapa de la Vuelta a Dinamarca

2017
- 1 etapa del Critérium del Dauphiné[2]

2018
- 1 etapa del Tour de Abu Dhabi

2019
- Coppa Bernocchi

2020
- Tour de Arabia Saudita, más 2 etapas

2021
- 1 etapa del Tour La Provence
- 2 etapas del Tour de Hungría
- 2 etapas del Tour de Eslovenia
- 1 etapa del Tour de Polonia
- 1 etapa de la CRO Race

2022
- 1 etapa de la Tirreno-Adriático
- 1 etapa del Tour de Polonia

2023
- 1 etapa del Tour Down Under

2024
- 1 etapa de la Tirreno-Adriático
- 1 etapa del Tour de Eslovenia

## Resultados en Grandes Vueltas
Durante su carrera deportiva ha conseguido los siguientes puestos en las Grandes Vueltas. 
| Carrera | Carrera         | 2013 | 2014 | 2015 | 2016 | 2017 | 2018 | 2019 | 2020 | 2021 | 2022  | 2023 | 2024 | 2025  |
| ------- | --------------- | ---- | ---- | ---- | ---- | ---- | ---- | ---- | ---- | ---- | ----- | ---- | ---- | ----- |
|         | Giro de Italia  | —    | —    | —    | —    | Ab.  | —    | —    | —    | —    | 138.º | —    | Ab.  | —     |
|         | Tour de Francia | —    | —    | —    | —    | —    | —    | —    | —    | —    | —     | Ab.  | Ab.  | 151.º |
|         | Vuelta a España | —    | —    | —    | —    | —    | —    | Ab.  | —    | —    | —     | —    | —    | —     |

—: no participa

Ab.: abandono